# Nagyvirágú gyíkfű
A nagyvirágú gyíkfű (Prunella grandiflora) az árvacsalánfélék családjába tartozó, Eurázsiában honos növényfaj.

## Megjelenése
A nagyvirágú gyíkfű 10-40 cm magas, lágyszárú, évelő növény. Szára nem elágazó, egyenesen felálló. Levelei elliptikus-lándzsásak, ép szélűek, a legfelső szárlevélpár a virágzattól távol áll. 
Virágzata fejecskeszerű. A csésze lapos, felső ajka széles, az alsó két lándzsás cimpájú, felfelé hajló. A párta nagy, 20-30 mm hosszú, háromszor akkora, mint a csésze, lila vagy rózsaszín, felső ajka sisakszerűen kidomborodik. A porzószál csúcsán rövid szarvacska található. 
Termése makkocska.

## Elterjedése, életmódja
Eurázsiában honos, az Ibériai-félszigettől a Kaukázusig, illetve Nyugat-Szibériáig. Magyarországon szórványosan elsősorban a középhegységekből ismert, de vannak állományai a Nyírségben, a Duna-Tisza közén és a Mezőföldön is.
Száraz gyepek, hegyi rétek, szikla- és pusztafüves lejtők, erdőszélek lakója.
Júliustól szeptemberig virágzik. 
Magyarországon védett, természetvédelmi értéke 5 000 Ft. Különféle színű változatait dísznövényként ültetik.

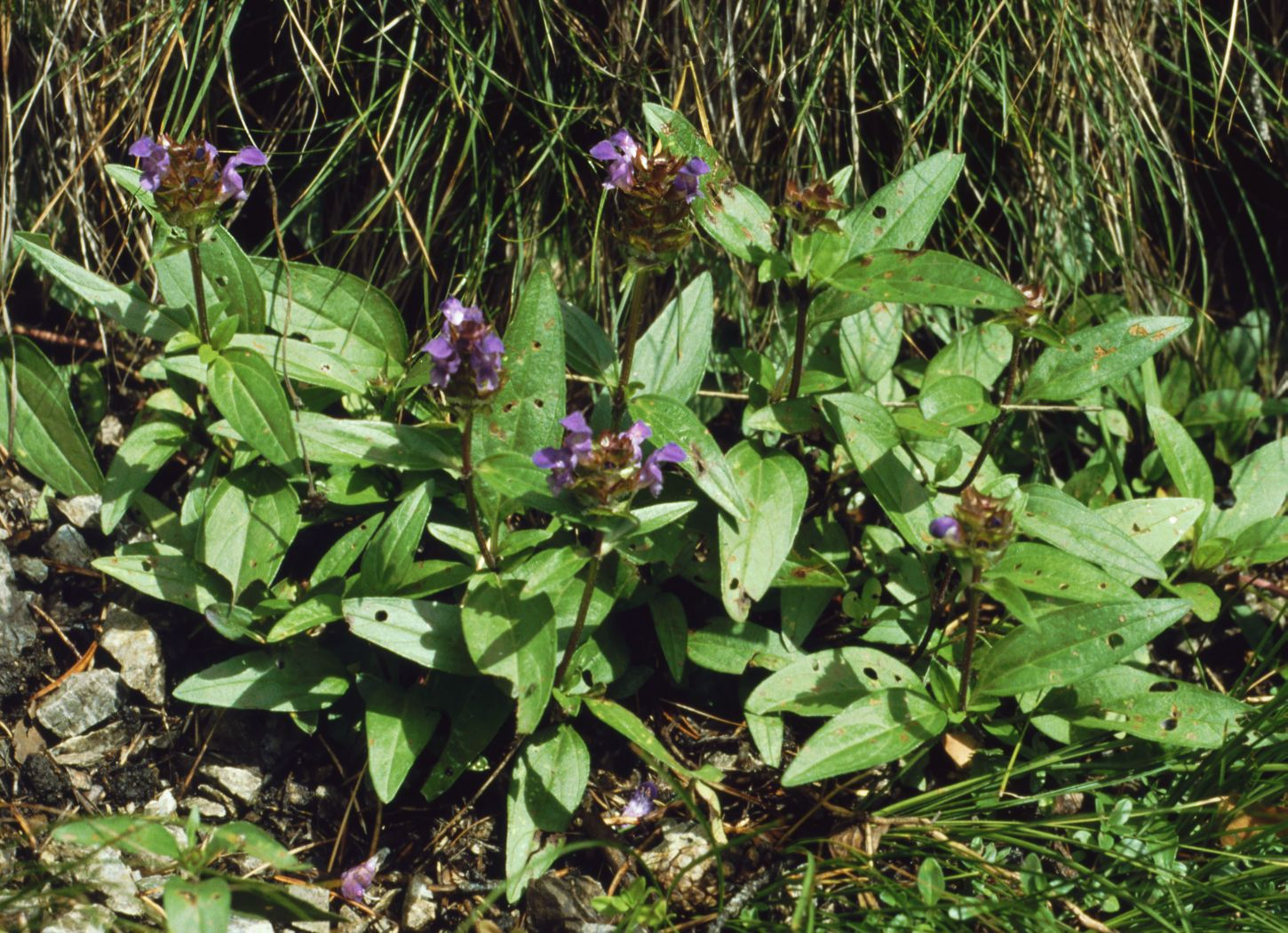
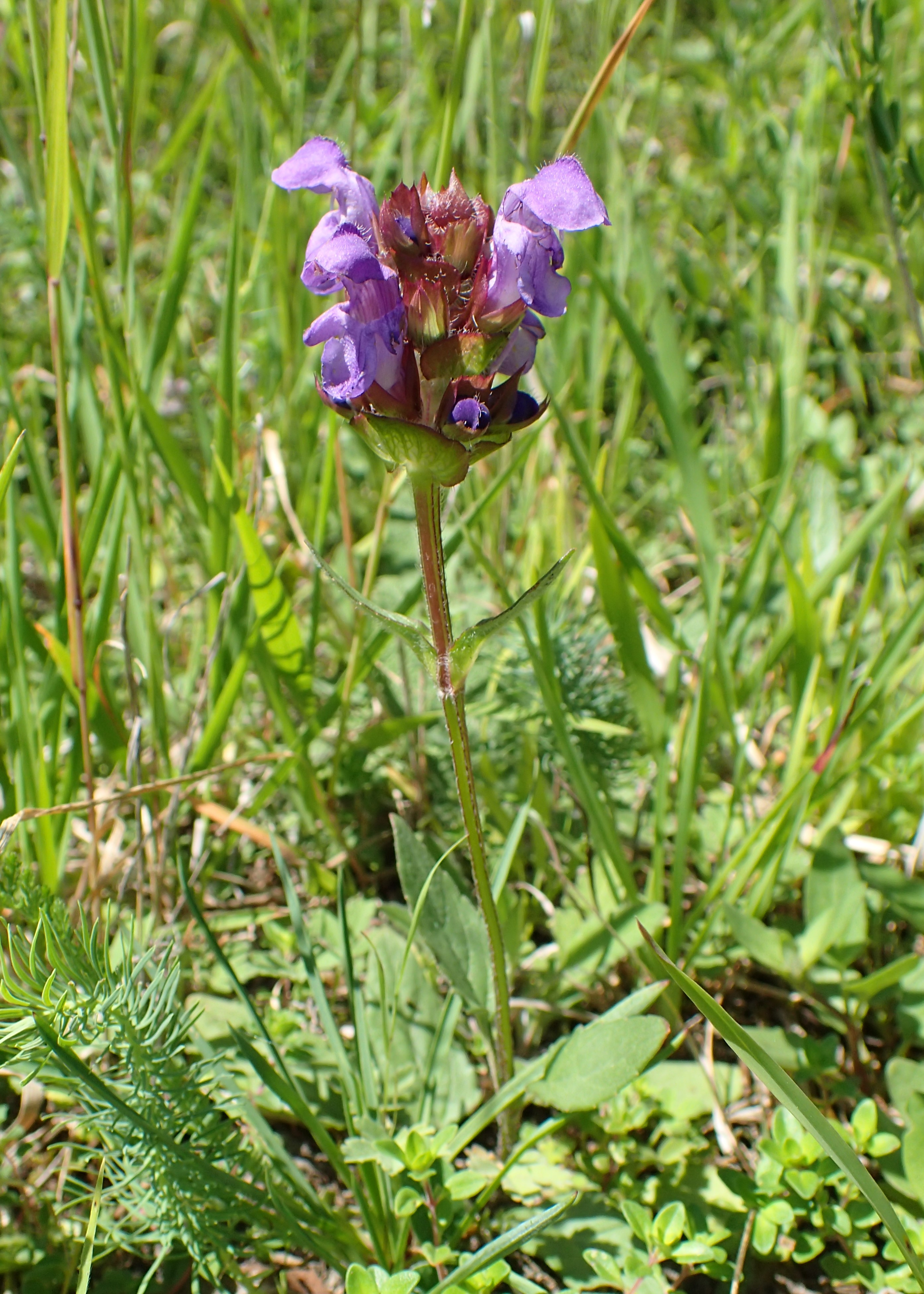
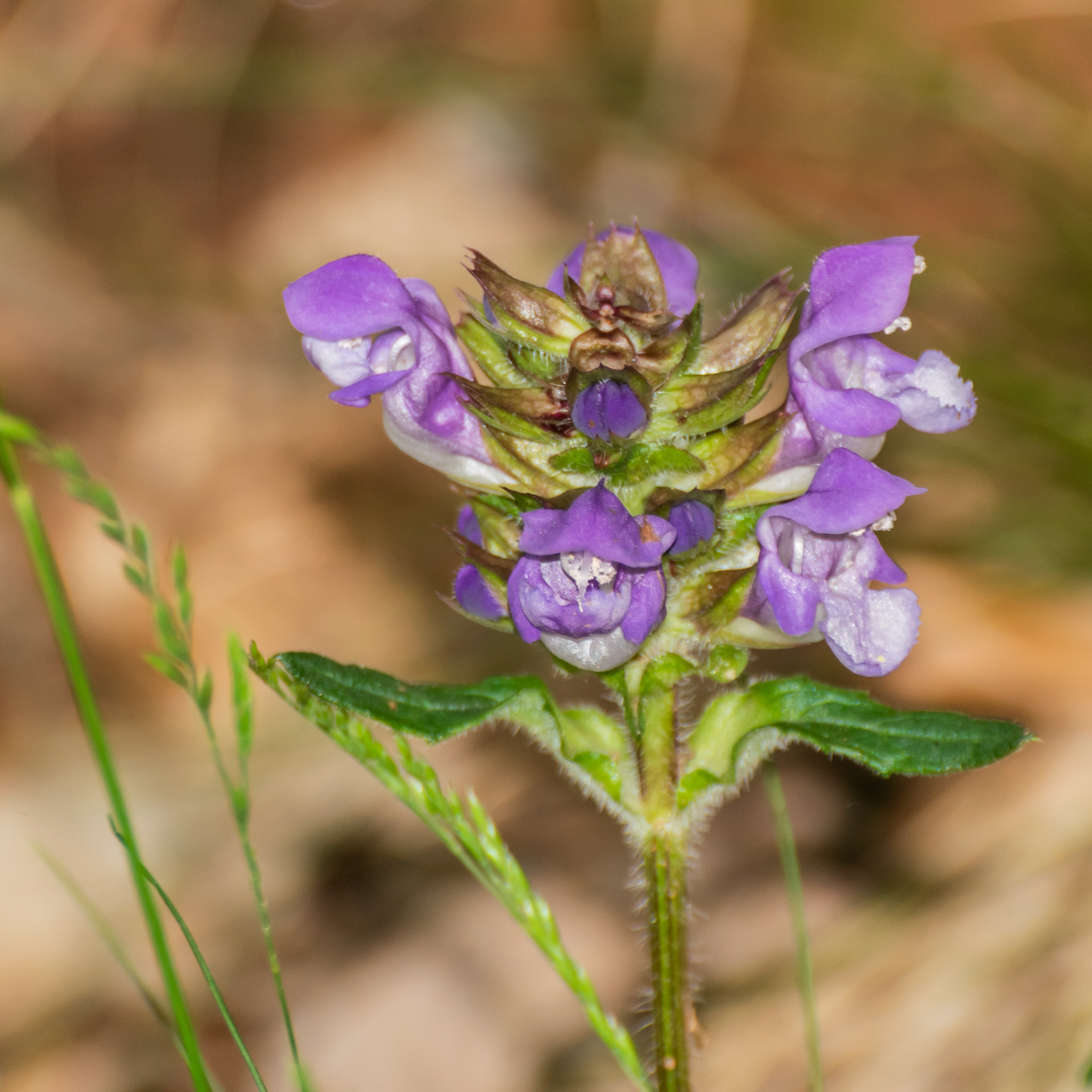
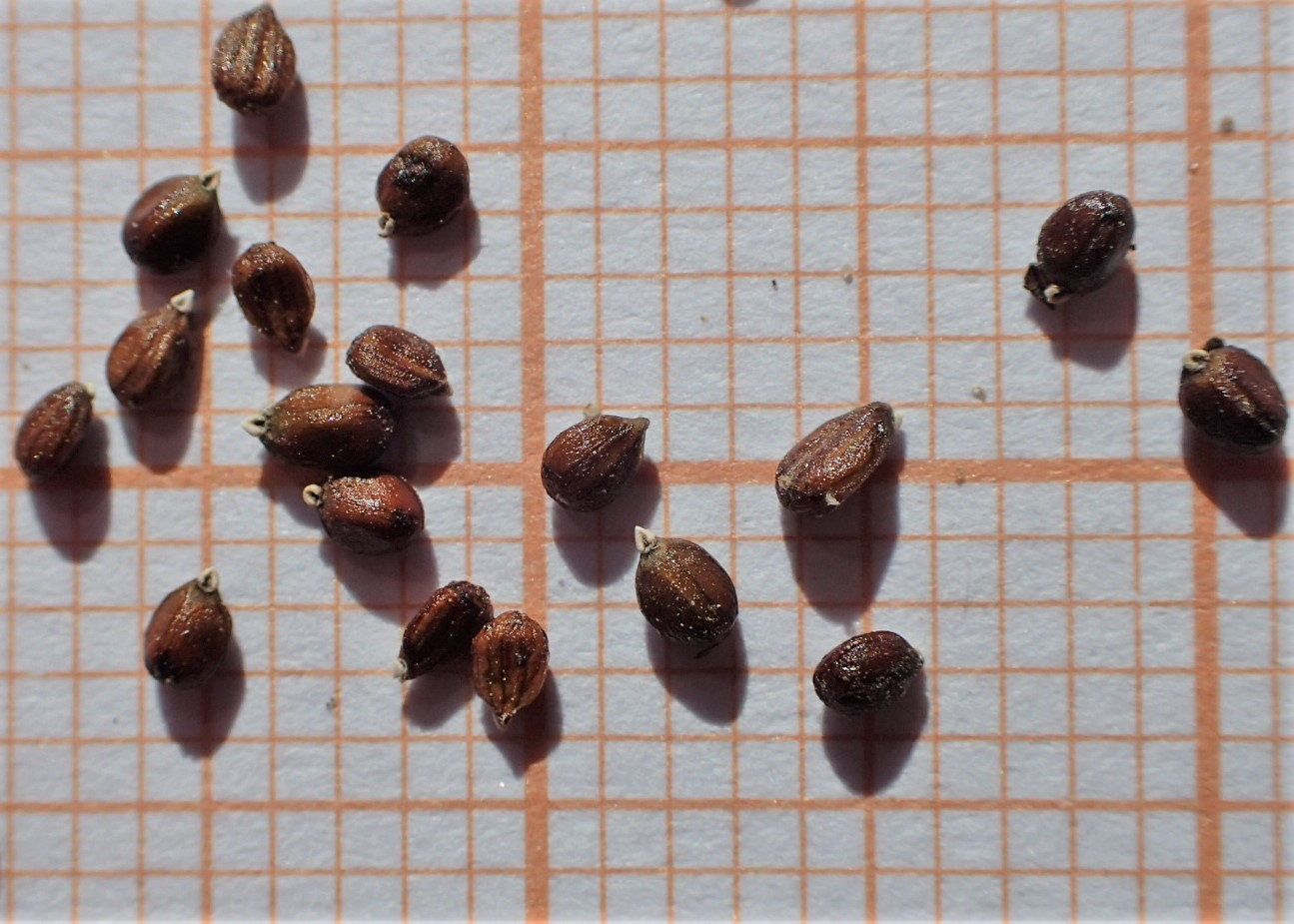
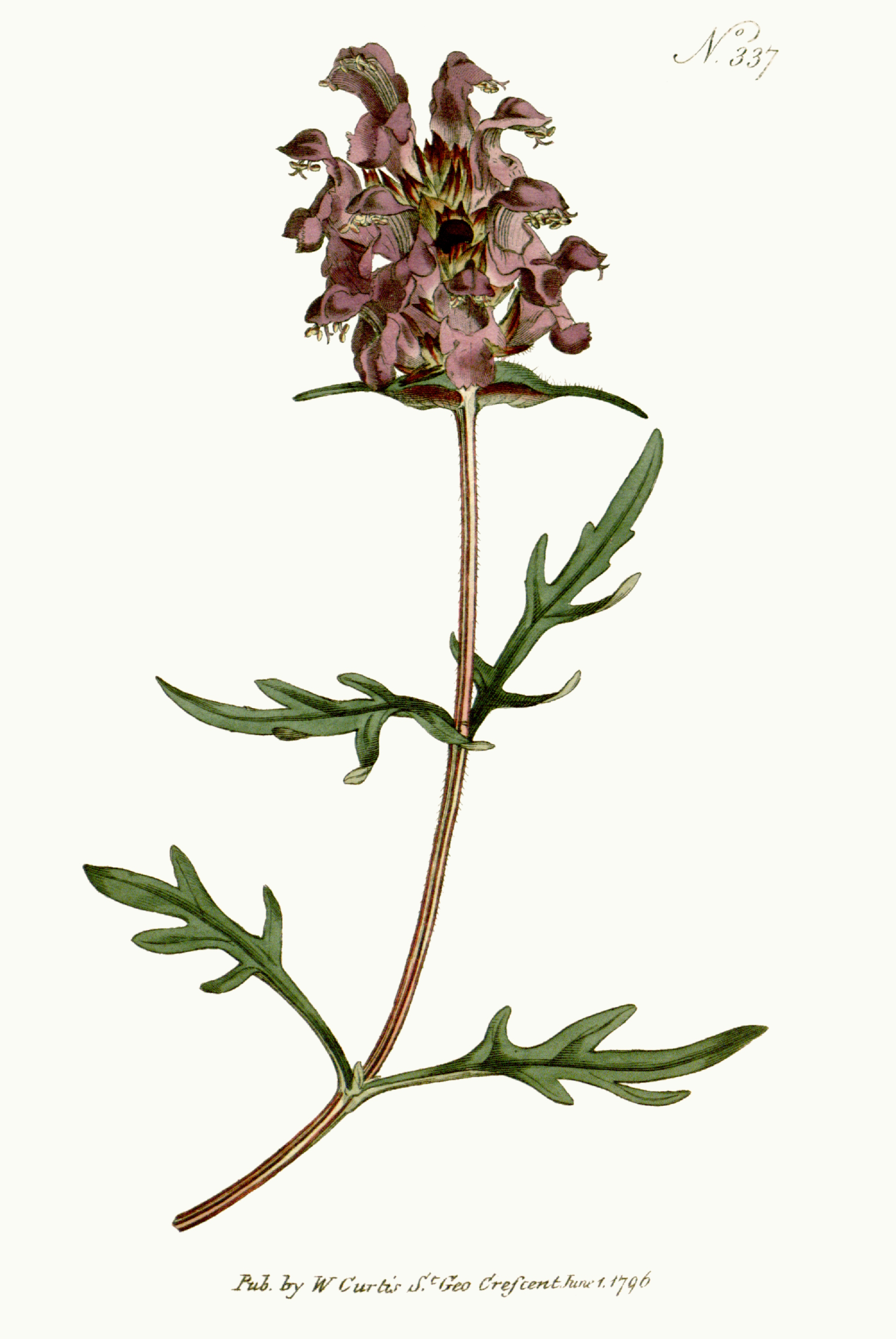